# پابرهنگی
((تصویر پا برهنه)) 

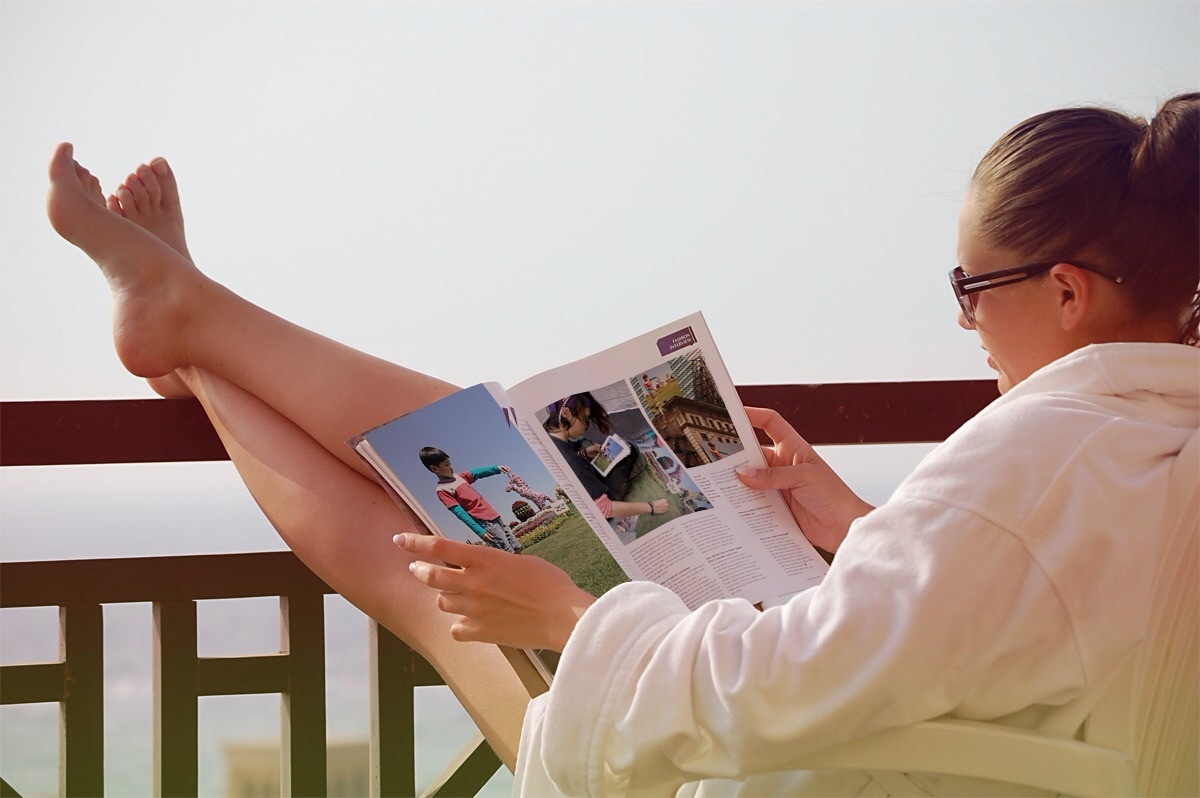
پابرهنه‌ای در حال استراحت

پابرهنگی یا برهنه‌پایی به معنای نپوشیدن پای‌افزار است. پابرهنگی در زبان فارسی به کنایه از فقر نیز به‌کار می‌رود. پابرهنگی می‌تواند به‌دلیل ساده‌زیستی افراد باشد که مثال مشهور آن سقراط است.

## نگارخانه

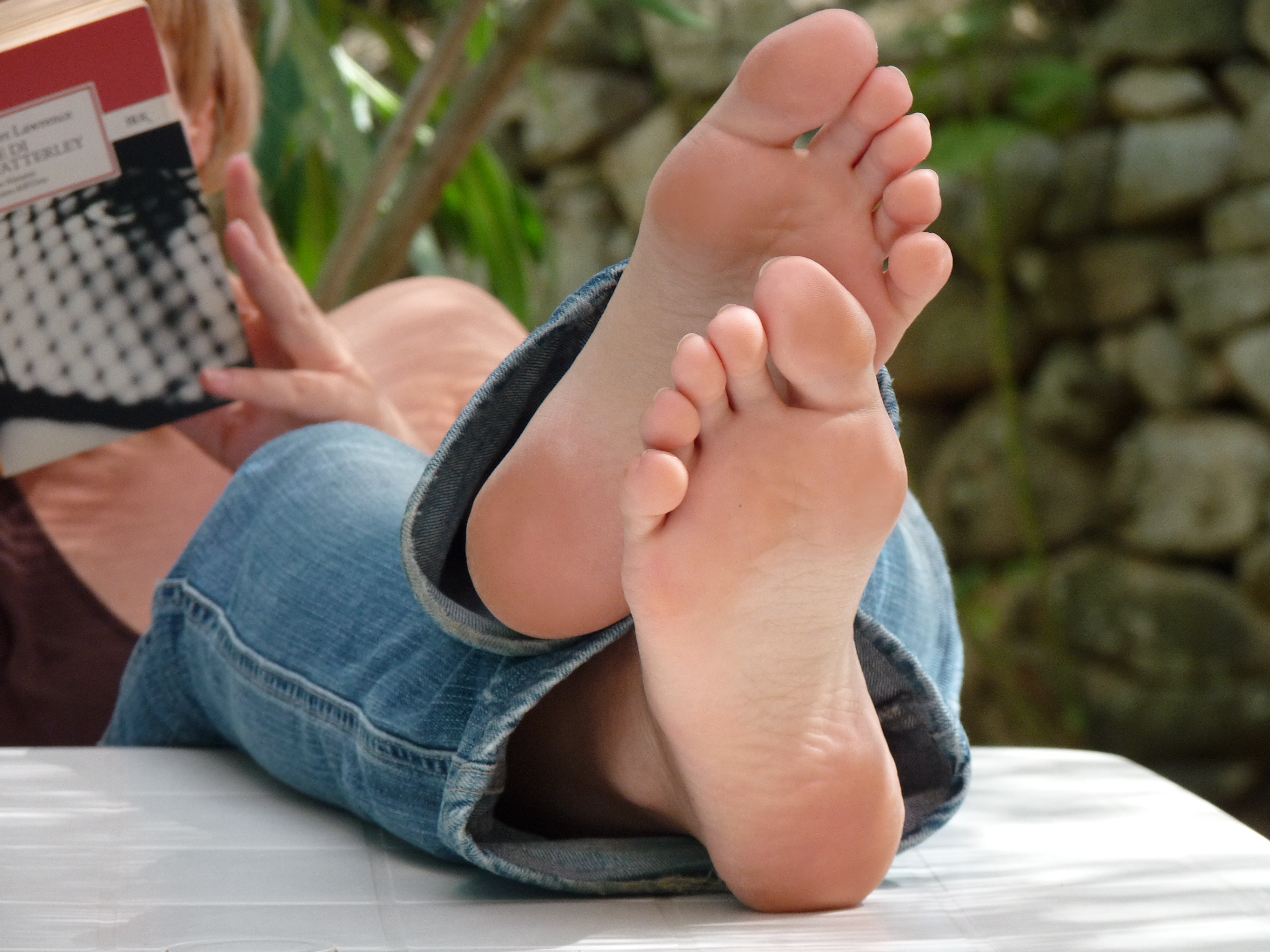
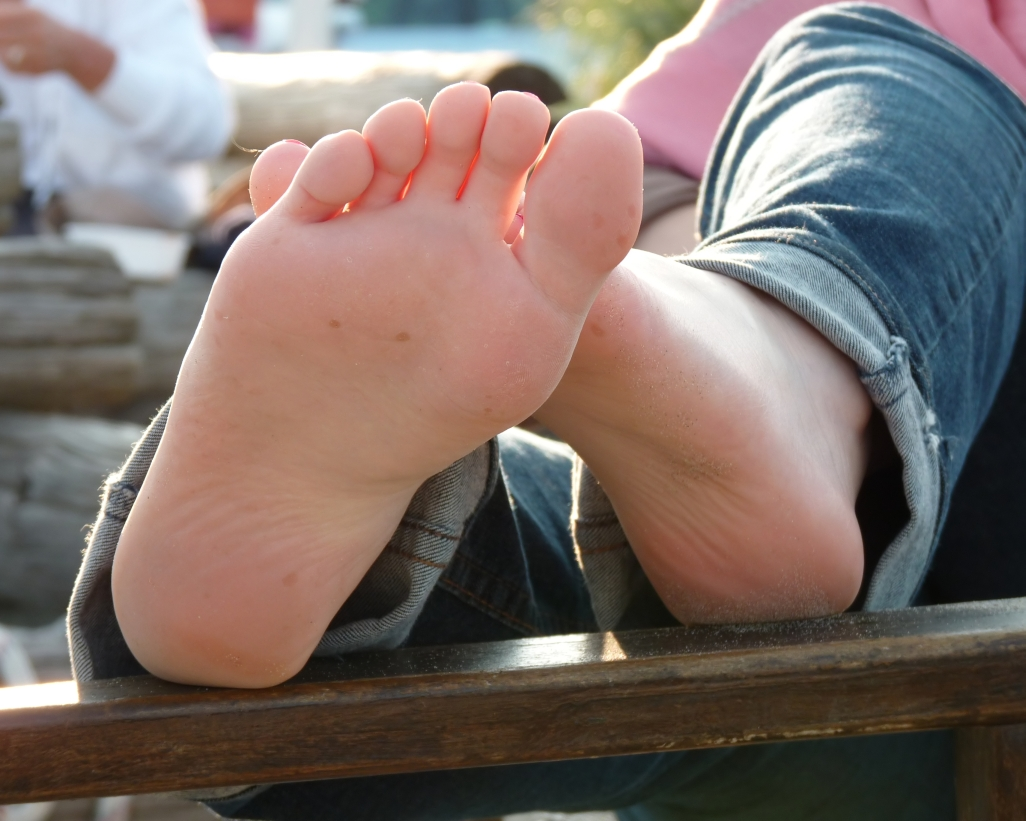